# حشره‌خوار کوبایی کوچک
حشره‌خوار کوبایی کوچک (نام علمی: Nesophontes submicrus) نام یک گونه از سرده حشره‌خوارهای هند غربی است.